# Lepidotrigla russelli
Lepidotrigla russelli és una espècie de peix pertanyent a la família dels tríglids.

## Hàbitat
És un peix marí, demersal i de clima tropical que viu a la plataforma continental.

## Distribució geogràfica
Es troba al Pacífic occidental central: nord-est de l'illa Goulburn (Territori del Nord, Austràlia).

## Observacions
És inofensiu per als humans.